# Белозерский район (Вологодская область)
Белозе́рский район — административно-территориальная единица (район) в Вологодской области России. В рамках организации местного самоуправления в границах района существует муниципальное образование Белозерский муниципальный округ (с 2004 до 2022 гг. — муниципальный район).
Административный центр — город Белозерск, расположенный в 214 км к северо-западу от Вологды.

## География
Район расположен в северо-западной части Вологодской области, граничит:
- на севере с Вытегорским районом;
- на северо-востоке с Вашкинским районом;
- на востоке с Кирилловским районом;
- на юге с Череповецким районом;
- на юго-западе с Кадуйским районом.
- на западе с Бабаевским районом.

Площадь территории района — 5398 км² (3,7 % территории области — 10-й район по размеру территории в области), протяжённость территории с севера на юг — 120 км, с запада на восток — 95 км.
Озёра
Азатское, Ангозеро, Андозеро, Базегское, Ворбозомское, Кергозеро, Костозеро, Ламан, Лозское, Лундозеро, Люпинское, Морозеро, Моткозеро, Радионское, Святозеро, Сорозеро, Сотозеро.
На северо-восточной административной границе района — Белое озеро, также на территории района на Андогской возвышенности озеро  Митворово (Дмитворово) (400 га) и др.
Памятники природы
На территории Белозерского района находятся
- 4 ландшафтных комплексных заказника:
  1. Шольский лес,
  2. Андогский лес,
  3. Городищенский лес,
  4. урочище «Чермжа»;
- 2 памятника природы:
  1. ботанический «Дмитворово (Митворово) озеро», место произрастания полушника озёрного, занесённого в Красную книгу;
  2. ландшафтный «Васькин бор» на берегу Лозско-Азатского озера[3], местонахождение 5 стоянок эпохи неолита;
- зоологический охотничий заказник (временный) «Белозерский», местообитание лосей, кабанов, лис, волков, белой куропатки.

## История

### Предыстория
C XII века территория на которой расположен современный район принадлежала белозерским князьям, затем вошла в состав Московского государства. С 1727 года в составе Белозерского уезда Новгородской губернии.
По ходатайству северных уездов Новгородской губернии Демократический съезд Советов 10-13 мая 1918 года из Тихвинского, Устюженского, Череповецкого, Кирилловского и Белозерского уездов была образована Череповецкая губерния, которая в 1927 году была упразднена и вошла в Ленинградскую область.

### Образование района и XX век
По постановлению Президиума ВЦИК 1 августа 1927 года в составе Череповецкого округа Ленинградской области был образован Белозерский район. В районе был создан райком ВКП(б).
23 июля 1930 года ЦИК и СНК СССР в соответствии с постановлением ЦК ВКП(б) издали постановление «О ликвидации округов» и Череповецкий округ был упразднён и район стал непосредственно входить в Ленинградскую область.
В сентябре 1937 года в связи с разделением Северной области на Вологодскую и Архангельскую области, район был передан из Ленинградской области в состав вновь образованной Вологодской области.
В 1959 году указам Президиума Верховного Совета РСФСР к Белозерскому району была присоединена часть территории упразднённого Шольского района.
С 13 декабря 1962 года по 12 января 1965 года, вовремя неудавшейся всесоюзной реформы по делению на сельские и промышленные районы и парторганизации, в соответствии с решениями ноябрьского (1962 года) пленума ЦК КПСС «о перестройке партийного руководства народным хозяйством», район в числе многих в СССР был временно укрупнён — тогда был образован Белозерский сельский район, территория которого включала территорию прежних Белозерского и Вашкинского административных районов. В декабре 1962 года было создано Белозерское колхозно-совхозное управление и партком этого управления взамен прежних Белозерского и Вашкинского райкомов КПСС. В феврале 1964 года был образован дополнительный Белозерский промышленно-производственный партийный комитет. Пленум ЦК КПСС, состоявшийся 16 ноября 1964 года восстановил прежний принцип партийного руководства народным хозяйством, после чего Указом Верховного Совета РСФСР от 12 января 1965 года Белозерский и Вашкинский административные районы были восстановлены. Тогда же был восстановлен Белозерский райком КПСС.

## Население
| 2002    | 2009    | 2010    | 2011    | 2012    | 2013    | 2014    | 2015    | 2016    |
| ------- | ------- | ------- | ------- | ------- | ------- | ------- | ------- | ------- |
| 21 648  | ↘19 354 | ↘19 065 | ↘17 141 | ↘16 824 | ↘16 532 | ↘16 188 | ↘15 752 | ↘15 424 |
| 2017    | 2018    | 2019    | 2020    | 2021    | 2023    |         |         |         |
| ↘15 141 | ↘14 785 | ↘14 506 | ↘14 314 | ↘13 851 | ↘13 492 |         |         |         |

Урбанизация
Городское население (в городе Белозерск) составляет 60.65 % населения района.
Национальный состав
По итогам переписи населения 2020 года проживали следующие национальности (национальности менее 0,1 % и другое, см. в сноске к строке «Другие»):
| Национальность | Численность, чел. | Доля     |
| -------------- | ----------------- | -------- |
| Русские        | 13 427            | 96,94 %  |
| Украинцы       | 35                | 0,25 %   |
| Цыгане         | 26                | 0,19 %   |
| Татары         | 15                | 0,11 %   |
| Другие         | 348               | 2,51 %   |
| Итого          | 13 851            | 100,00 % |

## Территориальное устройство
Административно-территориальные единицы
Белозерский район в рамках административно-территориального устройства, включает 1 город районного значения (Белозерск) и 13 сельсоветов:
| №  | Сельсовет     | Соответствующее муниципальное образование |
| -- | ------------- | ----------------------------------------- |
| 1  | Антушевский   | Антушевское СП                            |
| 2  | Артюшинский   | Артюшинское СП                            |
| 3  | Бечевинский   | Антушевское СП                            |
| 4  | Визьменский   | Артюшинское СП                            |
| 5  | Георгиевский  | Артюшинское СП                            |
| 6  | Глушковский   | Глушковское СП, ГП город Белозерск        |
| 7  | Городищенский | Шольское СП                               |
| 8  | Гулинский     | Антушевское СП                            |
| 9  | Енинский      | Артюшинское СП                            |
| 10 | Кукшевский    | Антушевское СП                            |
| 11 | Куностьский   | Куностьское СП, ГП город Белозерск        |
| 12 | Панинский     | Артюшинское СП                            |
| 13 | Шольский      | Шольское СП                               |

Муниципальные образования
В рамках организации местного самоуправления в границах района функционирует Белозерский муниципальный округ (с 2004 до 2022 года — муниципальный район).
Изначально в составе новообразованного муниципального района в декабре 2004 года были созданы 1 городское и 11 сельских поселений. В апреле 2009 года были упразднены 2 сельских поселения: Бечевинское (включено в Антушевское сельское поселение), Городищенское (включено в Шольское сельское поселение с административным центром в селе Зубово). В июне 2015 года были упразднены 4 сельских поселения: Гулинское сельское поселение (включено в Антушевское); а также Визьменское, Енинское и Панинское (включены в Артюшинское).
С 2015 до 2022 года муниципальный район делился на 6 муниципальных образований нижнего уровня, в том числе 1 городское и 5 сельских поселений.
| №        | Муниципальное образование | Административный центр | Количество населённых пунктов | Население (чел.) | Площадь (км²) |
| -------- | ------------------------- | ---------------------- | ----------------------------- | ---------------- | ------------- |
| 1e-06    | Городское поселение:      |                        |                               |                  |               |
| 1        | город Белозерск           | город Белозерск        | 7                             | ↘8784            | 16,08         |
| 1.000002 | Сельское поселение:       |                        |                               |                  |               |
| 2        | Антушевское               | село Антушево          | 107                           | ↘992             | 1061,40       |
| 3        | Артюшинское               | деревня Артюшино       | 86                            | ↘1521            | 2376,79       |
| 4        | Глушковское               | деревня Глушково       | 34                            | ↗446             | 213,38        |
| 5        | Куностьское               | село Нижняя Мондома    | 4                             | ↘1003            | 140,53        |
| 6        | Шольское                  | село Зубово            | 37                            | ↘1105            | 1589,86       |

1 июня 2022 года муниципальный район и все входившие в его состав городское и сельские поселения были упразднены и объединены в Белозерский муниципальный округ.

## Населённые пункты
В Белозерском районе (муниципальном округе) 275 населённых пунктов, в том числе 1 городской (город) и 274 сельских.
| №   | Населённый пункт   | Тип      | Население (чел.) | Бывшее муниципальное образование |
| --- | ------------------ | -------- | ---------------- | -------------------------------- |
| 1   | Белозерск          | город    | ↘8183            | город Белозерск                  |
| 2   | Агашино            | деревня  | 0                | Антушевское                      |
| 3   | Агеево             | деревня  | 15               | Антушевское                      |
| 4   | Акатьево           | деревня  | 0                | Антушевское                      |
| 5   | Акинино            | деревня  | 0                | Артюшинское                      |
| 6   | Акишево            | деревня  | 4                | Антушевское                      |
| 7   | Алексино           | деревня  | 8                | Антушевское                      |
| 8   | Амосово            | деревня  | 5                | Антушевское                      |
| 9   | Анашкино           | деревня  | 107              | Артюшинское                      |
| 10  | Анашкино           | деревня  | 0                | Артюшинское                      |
| 11  | Ангозеро           | деревня  | 11               | Антушевское                      |
| 12  | Антоново           | деревня  | 0                | Антушевское                      |
| 13  | Антушево           | село     | 219              | Антушевское                      |
| 14  | Ануфриево          | деревня  | 8                | Антушевское                      |
| 15  | Аристово           | деревня  | →0               | Артюшинское                      |
| 16  | Артюшино           | село     | 160              | Артюшинское                      |
| 17  | Бакино             | деревня  | 6                | Антушевское                      |
| 18  | Бараково           | деревня  | 5                | Артюшинское                      |
| 19  | Бекренево          | деревня  | 0                | Артюшинское                      |
| 20  | Белый Ручей        | посёлок  | 182              | Артюшинское                      |
| 21  | Березник           | деревня  | 3                | Антушевское                      |
| 22  | Березник           | деревня  | 0                | Антушевское                      |
| 23  | Березово           | деревня  | 7                | Антушевское                      |
| 24  | Бестужево          | деревня  | 0                | Антушевское                      |
| 25  | Бечевинка          | село     | 208              | Антушевское                      |
| 26  | Большие Краснова   | деревня  | 0                | Глушковское                      |
| 27  | Большие Новишки    | деревня  | 34               | Антушевское                      |
| 28  | Большое Заречье    | деревня  | 4                | Антушевское                      |
| 29  | Большое Кожино     | деревня  | 0                | Глушковское                      |
| 30  | Большое Третьяково | деревня  | 7                | Глушковское                      |
| 31  | Большой Двор-1     | деревня  | 4                | Артюшинское                      |
| 32  | Борково            | деревня  | 8                | Артюшинское                      |
| 33  | Борок              | деревня  | 126              | Артюшинское                      |
| 34  | Боярская           | деревня  | 3                | Артюшинское                      |
| 35  | Буброво            | деревня  | 23               | Артюшинское                      |
| 36  | Буозеро            | деревня  | 10               | Антушевское                      |
| 37  | Ванютино           | деревня  | 13               | Артюшинское                      |
| 38  | Васютино           | деревня  | 0                | Шольское                         |
| 39  | Ватаманово         | деревня  | 6                | Антушевское                      |
| 40  | Великое Село       | деревня  | 3                | Артюшинское                      |
| 41  | Верегонец          | деревня  | 6                | Глушковское                      |
| 42  | Верещагино         | деревня  | 0                | Антушевское                      |
| 43  | Вертино            | деревня  | 9                | Артюшинское                      |
| 44  | Верхняя Мондома    | деревня  | 24               | Артюшинское                      |
| 45  | Верховье           | деревня  | 22               | Шольское                         |
| 46  | Визьма             | посёлок  | 144              | Артюшинское                      |
| 47  | Воздвиженье        | деревня  | 20               | Антушевское                      |
| 48  | Возмозеро          | деревня  | 0                | Антушевское                      |
| 49  | Волково            | деревня  | 0                | Артюшинское                      |
| 50  | Высокая Гора       | деревня  | 19               | Артюшинское                      |
| 51  | Гаврино            | деревня  | 63               | Шольское                         |
| 52  | Ганютино           | деревня  | 0                | Артюшинское                      |
| 53  | Георгиевское       | село     | 107              | Артюшинское                      |
| 54  | Глебово            | деревня  | 4                | Артюшинское                      |
| 55  | Глушково           | деревня  | 151              | Глушковское                      |
| 56  | Гора               | деревня  | 0                | Антушевское                      |
| 57  | Гора               | деревня  | 0                | Артюшинское                      |
| 58  | Гора               | деревня  | 0                | Антушевское                      |
| 59  | Горбуша            | деревня  | 13               | Артюшинское                      |
| 60  | Горка-1            | деревня  | 0                | Антушевское                      |
| 61  | Горка-2            | деревня  | 0                | Антушевское                      |
| 62  | Гридино            | деревня  | 19               | Антушевское                      |
| 63  | Гришино            | деревня  | 0                | Антушевское                      |
| 64  | Гришкино           | деревня  | 0                | Артюшинское                      |
| 65  | Губа               | деревня  | 6                | Антушевское                      |
| 66  | Гулино             | деревня  | 3                | Антушевское                      |
| 67  | Давыдовская        | деревня  | 0                | Глушковское                      |
| 68  | Данилово           | деревня  | 5                | Антушевское                      |
| 69  | Десятовская        | деревня  | 9                | Глушковское                      |
| 70  | Домнино            | деревня  | 0                | Артюшинское                      |
| 71  | Драницыно          | деревня  | 0                | Артюшинское                      |
| 72  | Дресвянка          | деревня  | 18               | Артюшинское                      |
| 73  | Екимово            | деревня  | ↘0               | Артюшинское                      |
| 74  | Емельяновская      | деревня  | 6                | Артюшинское                      |
| 75  | Енино              | деревня  | 33               | Артюшинское                      |
| 76  | Еремеево           | деревня  | 8                | Антушевское                      |
| 77  | Ершово             | деревня  | 10               | Антушевское                      |
| 78  | Есино              | деревня  | 18               | Шольское                         |
| 79  | Есипово            | деревня  | 7                | Глушковское                      |
| 80  | Жидково            | деревня  | 4                | Антушевское                      |
| 81  | Задняя             | деревня  | 0                | Антушевское                      |
| 82  | Замошье            | деревня  | 25               | Артюшинское                      |
| 83  | Зарецкая           | деревня  | 21               | Артюшинское                      |
| 84  | Звоз               | деревня  | 5                | Антушевское                      |
| 85  | Зининская          | деревня  | 4                | Артюшинское                      |
| 86  | Зорино             | деревня  | ↘82              | Антушевское                      |
| 87  | Зубово             | деревня  | ↘4               | Антушевское                      |
| 88  | Зубово             | село     | ↘1109            | Шольское                         |
| 89  | Иваново            | деревня  | 0                | Шольское                         |
| 90  | Ивановская         | деревня  | 5                | Артюшинское                      |
| 91  | Ивановский         | посёлок  | 78               | Шольское                         |
| 92  | Ивановское         | село     | 0                | Артюшинское                      |
| 93  | Ивантеево          | деревня  | 0                | Артюшинское                      |
| 94  | Иваньково          | деревня  | 3                | Шольское                         |
| 95  | Иглино             | деревня  | 0                | Антушевское                      |
| 96  | Илево              | деревня  | 0                | Артюшинское                      |
| 97  | Искрино            | деревня  | 5                | Артюшинское                      |
| 98  | Иштомар            | деревня  | 4                | Артюшинское                      |
| 99  | Калинино           | деревня  | 4                | Артюшинское                      |
| 100 | Калиновка          | деревня  | ↘0               | Артюшинское                      |
| 101 | Каменник           | деревня  | 10               | Артюшинское                      |
| 102 | Карголом           | хутор    | 0                | город Белозерск                  |
| 103 | Каргулино          | посёлок  | 16               | Глушковское                      |
| 104 | Карл Либкнехт      | деревня  | 79               | Артюшинское                      |
| 105 | Карпово            | деревня  | 0                | Антушевское                      |
| 106 | Карпово            | деревня  | 20               | Артюшинское                      |
| 107 | Катилово           | деревня  | 0                | Антушевское                      |
| 108 | Кашкино            | деревня  | 0                | Антушевское                      |
| 109 | Кема               | деревня  | 3                | Антушевское                      |
| 110 | Кирьяновская       | деревня  | 5                | Глушковское                      |
| 111 | Климшин Бор        | деревня  | 107              | Артюшинское                      |
| 112 | Ключи              | деревня  | 0                | Артюшинское                      |
| 113 | Ковжа              | местечко | 0                | Куностьское                      |
| 114 | Колодино           | деревня  | 46               | Глушковское                      |
| 115 | Конец Мондра       | деревня  | 8                | Артюшинское                      |
| 116 | Коновалово         | деревня  | 0                | Шольское                         |
| 117 | Корково            | деревня  | 21               | Артюшинское                      |
| 118 | Коровино           | деревня  | 11               | Антушевское                      |
| 119 | Костино            | деревня  | 13               | Антушевское                      |
| 120 | Костино            | деревня  | 16               | Артюшинское                      |
| 121 | Кузнецово          | деревня  | 0                | Шольское                         |
| 122 | Кузнечиха          | деревня  | 0                | Антушевское                      |
| 123 | Кузьминка          | деревня  | 3                | Антушевское                      |
| 124 | Кукина Гора        | деревня  | 0                | Артюшинское                      |
| 125 | Кукшево            | деревня  | 64               | Антушевское                      |
| 126 | Куность            | село     | 293              | Куностьское                      |
| 127 | Курдюг             | посёлок  | 0                | Шольское                         |
| 128 | Курягино           | деревня  | 5                | Антушевское                      |
| 129 | Лаврово            | посёлок  | 255              | Артюшинское                      |
| 130 | Лаврушино          | деревня  | 0                | Шольское                         |
| 131 | Лапино             | деревня  | 6                | Антушевское                      |
| 132 | Левково            | деревня  | 18               | Антушевское                      |
| 133 | Ленино             | деревня  | 0                | Глушковское                      |
| 134 | Лесуково           | деревня  | 0                | Антушевское                      |
| 135 | Линяково           | деревня  | 0                | Шольское                         |
| 136 | Лохта              | деревня  | 4                | Артюшинское                      |
| 137 | Лукино             | деревня  | 4                | Глушковское                      |
| 138 | Лукьяново          | деревня  | 5                | Шольское                         |
| 139 | Лундино            | деревня  | 10               | Антушевское                      |
| 140 | Максимово          | деревня  | 0                | Антушевское                      |
| 141 | Максимово          | деревня  | 0                | Шольское                         |
| 142 | Малое Заречье      | деревня  | 3                | Антушевское                      |
| 143 | Малое Кожино       | деревня  | 5                | Глушковское                      |
| 144 | Малое Третьяково   | деревня  | 0                | Глушковское                      |
| 145 | Малые Краснова     | деревня  | 10               | Глушковское                      |
| 146 | Малютино           | деревня  | 4                | Антушевское                      |
| 147 | Марково            | деревня  | 0                | Антушевское                      |
| 148 | Марково            | деревня  | 7                | Куностьское                      |
| 149 | Мартыново          | деревня  | 6                | Шольское                         |
| 150 | Маслово            | деревня  | 11               | город Белозерск                  |
| 151 | Маэкса             | село     | 394              | город Белозерск                  |
| 152 | Мегринский         | посёлок  | 248              | Шольское                         |
| 153 | Меросла            | деревня  | 0                | Артюшинское                      |
| 154 | Мироново           | деревня  | 9                | Артюшинское                      |
| 155 | Митино             | деревня  | ↘106             | Шольское                         |
| 156 | Михалёво           | деревня  | 5                | Артюшинское                      |
| 157 | Мишино             | деревня  | 0                | Шольское                         |
| 158 | Мишино             | деревня  | 0                | Шольское                         |
| 159 | Молино             | деревня  | 0                | Шольское                         |
| 160 | Монастырская       | деревня  | 0                | Глушковское                      |
| 161 | Москвино           | деревня  | 6                | Антушевское                      |
| 162 | Мыс                | деревня  | 0                | Артюшинское                      |
| 163 | Мыстино            | деревня  | 4                | Артюшинское                      |
| 164 | Надкобово          | деревня  | 0                | Антушевское                      |
| 165 | Нефедово           | деревня  | 0                | Антушевское                      |
| 166 | Нижний Двор        | деревня  | ↗4               | Шольское                         |
| 167 | Нижняя Мондома     | посёлок  | 949              | Куностьское                      |
| 168 | Никиткино          | деревня  | 9                | Глушковское                      |
| 169 | Николаево          | деревня  | 6                | Артюшинское                      |
| 170 | Никоновская        | деревня  | 0                | Антушевское                      |
| 171 | Никоновская        | деревня  | 332              | Антушевское                      |
| 172 | Ново               | деревня  | 0                | Шольское                         |
| 173 | Ново               | деревня  | 4                | Шольское                         |
| 174 | Новомаксимово      | деревня  | 0                | Антушевское                      |
| 175 | Олькино            | деревня  | 10               | Артюшинское                      |
| 176 | Орлово             | деревня  | 7                | Антушевское                      |
| 177 | Остров             | деревня  | 0                | Антушевское                      |
| 178 | Остров Сладкий     | деревня  | 103              | Артюшинское                      |
| 179 | Остюнино           | деревня  | 6                | Антушевское                      |
| 180 | Павлово            | деревня  | 0                | Глушковское                      |
| 181 | Палкино            | деревня  | 0                | Антушевское                      |
| 182 | Пальцево           | деревня  | 7                | Антушевское                      |
| 183 | Панево             | деревня  | 0                | Артюшинское                      |
| 184 | Панинская          | деревня  | 58               | Артюшинское                      |
| 185 | Панкратовка        | деревня  | 176              | Глушковское                      |
| 186 | Паньково           | деревня  | 0                | Антушевское                      |
| 187 | Паутово            | деревня  | 6                | Антушевское                      |
| 188 | Передовик          | местечко | 27               | город Белозерск                  |
| 189 | Перкумзь           | деревня  | 10               | Артюшинское                      |
| 190 | Перхлойда          | деревня  | 6                | Артюшинское                      |
| 191 | Перховта           | деревня  | 17               | Антушевское                      |
| 192 | Першково           | деревня  | 3                | Антушевское                      |
| 193 | Пиндино            | деревня  | 0                | Антушевское                      |
| 194 | Плоское            | деревня  | 0                | Артюшинское                      |
| 195 | Подгорье           | деревня  | 0                | Антушевское                      |
| 196 | Подсосенье         | деревня  | 0                | Шольское                         |
| 197 | Поленовская        | деревня  | 3                | Антушевское                      |
| 198 | Полынино           | деревня  | 3                | Антушевское                      |
| 199 | Поповка            | местечко | 0                | Артюшинское                      |
| 200 | Поповка            | деревня  | 12               | Шольское                         |
| 201 | Поповка            | местечко | 0                | Шольское                         |
| 202 | Попово             | деревня  | 0                | Антушевское                      |
| 203 | Потеряево          | деревня  | 5                | Глушковское                      |
| 204 | Прибой             | деревня  | 0                | Антушевское                      |
| 205 | Прокино            | деревня  | 3                | Артюшинское                      |
| 206 | Пронево            | деревня  | 0                | Артюшинское                      |
| 207 | Пушкино            | деревня  | 0                | Глушковское                      |
| 208 | Пушкино            | деревня  | 0                | Шольское                         |
| 209 | Пяшница            | деревня  | 4                | Артюшинское                      |
| 210 | Рагозино           | деревня  | 0                | Артюшинское                      |
| 211 | Рожаево            | деревня  | 0                | Артюшинское                      |
| 212 | Росляково          | деревня  | 23               | Глушковское                      |
| 213 | Ростани            | деревня  | 28               | Антушевское                      |
| 214 | Рощино             | деревня  | 6                | Антушевское                      |
| 215 | Рыбница            | деревня  | 4                | Антушевское                      |
| 216 | Рыхлянда           | деревня  | ↘0               | Глушковское                      |
| 217 | Рябово             | деревня  | 0                | Антушевское                      |
| 218 | Савино             | деревня  | 0                | Антушевское                      |
| 219 | Савино             | деревня  | 3                | Антушевское                      |
| 220 | Садовая            | деревня  | 6                | Глушковское                      |
| 221 | Сафроново          | деревня  | 3                | Артюшинское                      |
| 222 | Семеино            | деревня  | 4                | Антушевское                      |
| 223 | Семкино            | деревня  | 4                | Артюшинское                      |
| 224 | Сенькино           | деревня  | 0                | Артюшинское                      |
| 225 | Сидорово           | деревня  | 4                | Антушевское                      |
| 226 | Силькино           | деревня  | 0                | город Белозерск                  |
| 227 | Слобода            | деревня  | 7                | Шольское                         |
| 228 | Смолино            | деревня  | 12               | Шольское                         |
| 229 | Сосновый Бор       | деревня  | 4                | Шольское                         |
| 230 | Софиевка           | деревня  | 4                | Антушевское                      |
| 231 | Средняя            | деревня  | 6                | Антушевское                      |
| 232 | Средняя            | деревня  | 0                | Артюшинское                      |
| 233 | Старое Село        | деревня  | 16               | Антушевское                      |
| 234 | Старое Село        | деревня  | 13               | Шольское                         |
| 235 | Тарасово           | деревня  | 3                | Антушевское                      |
| 236 | Тарасово           | деревня  | 0                | Артюшинское                      |
| 237 | Таршинская         | деревня  | 0                | Шольское                         |
| 238 | Текарево           | деревня  | 3                | Глушковское                      |
| 239 | Тимонино           | деревня  | 26               | Глушковское                      |
| 240 | Тимофеевская       | деревня  | 0                | Шольское                         |
| 241 | Титово             | деревня  | 0                | Антушевское                      |
| 242 | Томашино           | деревня  | 0                | Антушевское                      |
| 243 | Трунино            | деревня  | 4                | Антушевское                      |
| 244 | Туриково           | деревня  | 0                | Глушковское                      |
| 245 | Угол               | деревня  | 3                | Антушевское                      |
| 246 | Ульянкино          | деревня  | 10               | Артюшинское                      |
| 247 | Урицкое            | село     | 11               | Артюшинское                      |
| 248 | Урозеро            | деревня  | →0               | Артюшинское                      |
| 249 | Устье              | деревня  | 23               | Артюшинское                      |
| 250 | Устье              | деревня  | 5                | Шольское                         |
| 251 | Фёдоровская        | деревня  | 30               | Антушевское                      |
| 252 | Федотово           | деревня  | 0                | Антушевское                      |
| 253 | Федурино           | деревня  | 0                | Антушевское                      |
| 254 | Фетинино           | деревня  | 5                | Антушевское                      |
| 255 | Филино             | деревня  | 0                | Глушковское                      |
| 256 | Филяево            | деревня  | 0                | Антушевское                      |
| 257 | Фокино             | деревня  | 0                | Глушковское                      |
| 258 | Харшино            | деревня  | 7                | Глушковское                      |
| 259 | Хлопузово          | деревня  | 4                | Антушевское                      |
| 260 | Царево             | деревня  | 0                | Шольское                         |
| 261 | Чайка              | деревня  | 0                | Глушковское                      |
| 262 | Черково            | деревня  | 8                | Антушевское                      |
| 263 | Чикалевка          | деревня  | 0                | Антушевское                      |
| 264 | Чикиево            | деревня  | 17               | Глушковское                      |
| 265 | Чирок              | деревня  | 5                | Артюшинское                      |
| 266 | Чулково            | деревня  | 37               | Антушевское                      |
| 267 | Шейкино            | деревня  | 0                | Глушковское                      |
| 268 | Шолгумзь           | деревня  | 0                | Артюшинское                      |
| 269 | Шубач              | деревня  | 0                | Артюшинское                      |
| 270 | Юрино              | деревня  | 43               | Артюшинское                      |
| 271 | Юрино              | деревня  | 0                | Шольское                         |
| 272 | Яковлево           | деревня  | 9                | Антушевское                      |
| 273 | Якунино            | деревня  | 0                | Антушевское                      |
| 274 | Якутино            | деревня  | 4                | Антушевское                      |
| 275 | Ямская             | деревня  | 103              | город Белозерск                  |

Упразднённые населённые пункты
- В 2021 году упразднены деревни Левшуково и Першино[33];
- В 2022 году упразднены хутор Демешево и деревня Елино[34].

## Транспорт
Через район проходят автодороги: Белозерск — Череповец, Череповец — Вологда (асфальтобетонное покрытие).
Железнодорожная станция: близлежащая — Череповец.
Аэропорт: Белозерский аэропорт Вологодского авиапредприятия